# Околоземный объект

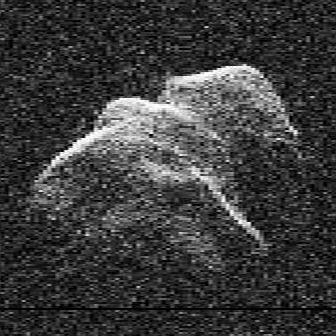
Астероид (4179) Таутатис — потенциально опасный объект, проходящий на расстоянии в 2,3 расстояний до Луны.

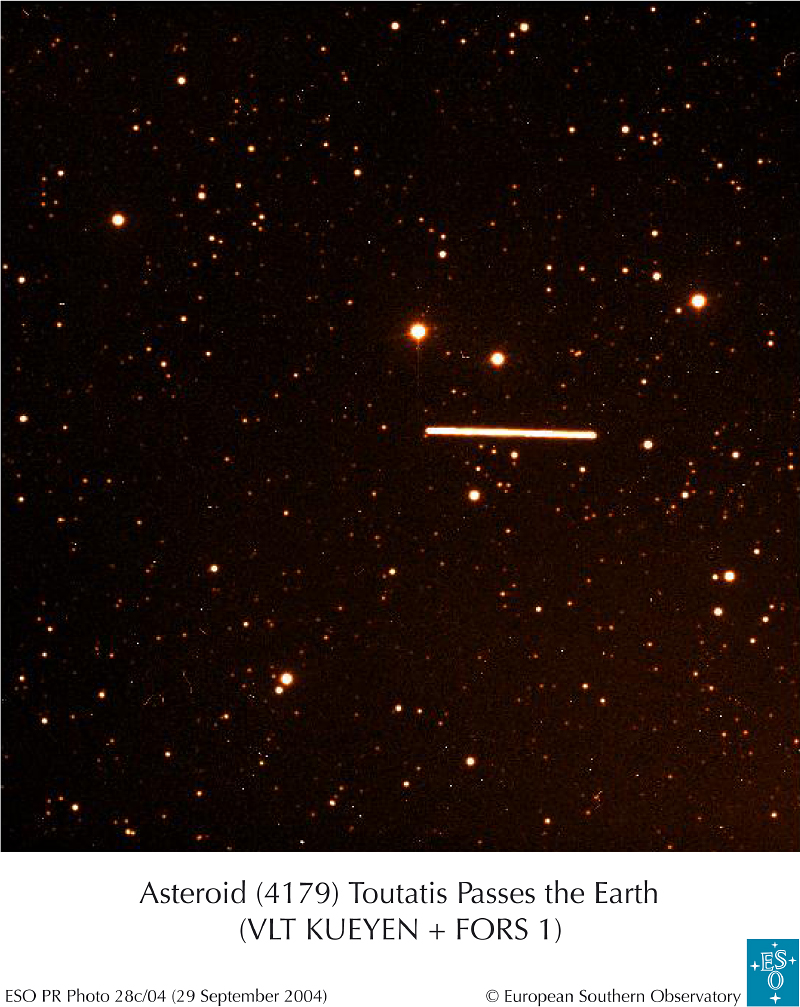
Астероид Таутатис из Паранальской обсерватории.

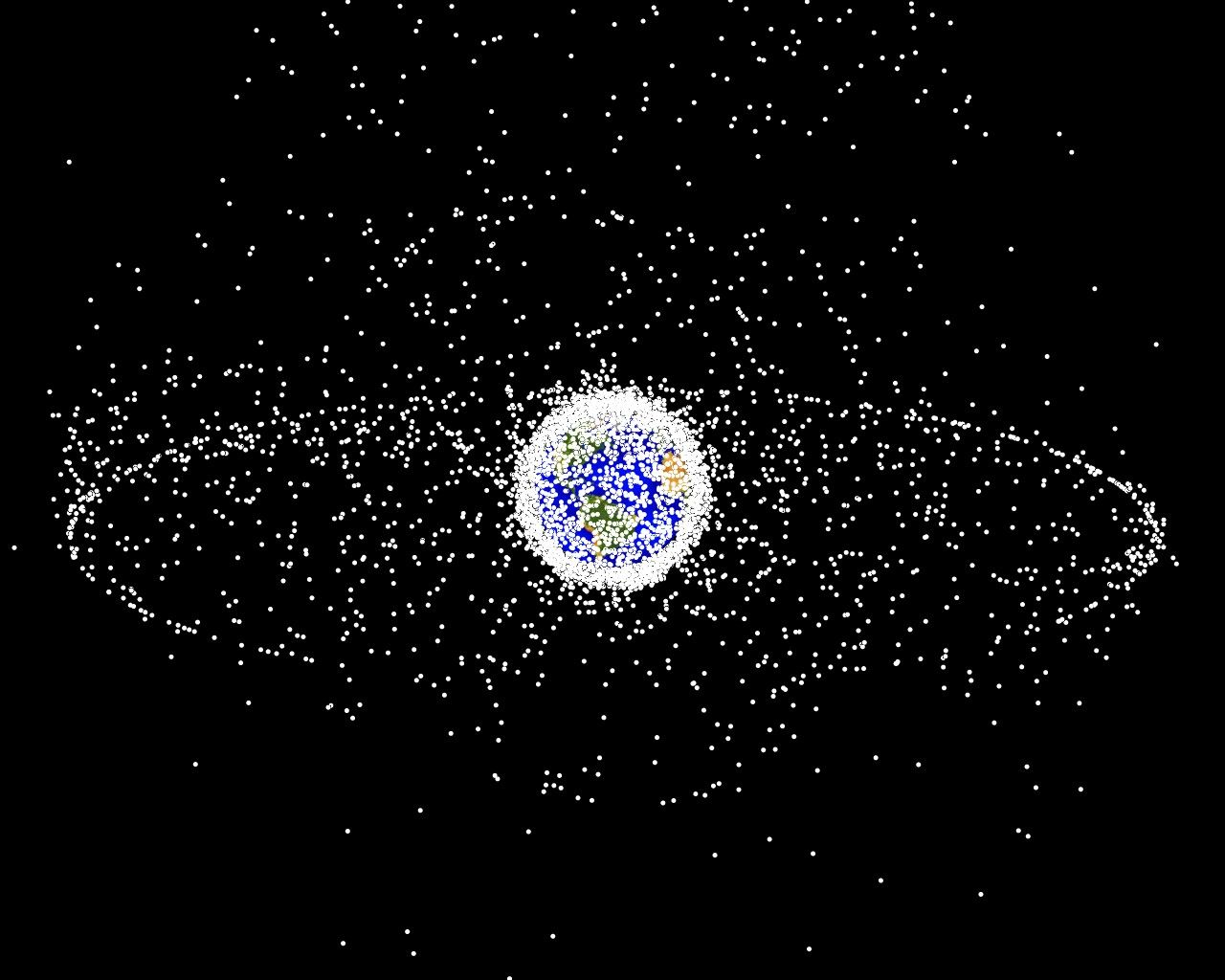
Рисунок искусственных объектов на орбите Земли (95% - космический мусор и недействующие спутники, 5% - действующие спутники). Видно кольцо геостационарных объектов и множество объектов на низкой околоземной орбите.

Околоземный объект — объект Солнечной системы, орбита которого проходит в непосредственной близости с Землёй. Перигелий всех околоземных объектов составляет менее 1,3 а.е.

## Подробности
К этим объектам относят несколько тысяч околоземных астероидов, околоземные кометы, некоторое число АМС на солнечной орбите и метеороиды достаточно крупных размеров, чтобы отследить их до столкновений с Землёй. В настоящее время широко принято, что именно такие столкновения имели значительную роль в формировании геологической и биологической истории планеты. Интерес к околоземным объектам стал возрастать с 1980-х годов, когда увеличилась осведомлённость о потенциальной опасности, которую представляют для Земли некоторые из астероидов и комет, и исследуются их активные передвижения. Изучение этого вопроса показало, что ввиду больших территорий Россия, Соединённые Штаты и Китай являются наиболее уязвимыми в случае столкновения планеты с метеоритами.
К околоземным объектам относят такие околоземные астероиды, орбиты которых лежат в диапазоне между 0,983 и 1,3 а.е. от Солнца. Когда обнаруживаются околоземные астероиды, они подтверждаются Центром малых планет для каталогизирования. Орбиты некоторых околоземных астероидов пересекаются с Землёй, так что они несут угрозу столкновения. США, Евросоюз и другие нации в настоящее время активно ищут околоземные объекты в рамках совместной программы Spaceguard.
В США НАСА имеет мандат конгресса для деятельности по каталогизированию всех околоземных объектов, имеющих по крайней мере 1 км в поперечнике, так как влияние подобных объектов в случае столкновения будет достаточно серьёзным, чтобы вызвать катастрофические последствия. По состоянию на октябрь 2008 года было обнаружено 982 таких околоземных объекта. Было подсчитано, что в 2006 году не было найдено 20 % этих объектов. Ведётся работа по использованию имеющихся в Австралии телескопов, чтобы покрыть ими около 30 % неба, пока что не охваченного программой наблюдения.
Потенциально опасные околоземные объекты в настоящее время определяются исходя из измеренных параметров объектов и оценки их сближения с Землёй. Большинство объектов пересекаются с орбитой Земли на минимальном расстоянии в 0,05 а.е. и абсолютной магнитудой 22 и меньше (приблизительный индикатор крупных размеров для потенциально опасных объектов). Объекты, которые не могут приблизиться к Земле ближе чем на 0,05 а.е. (около 7 480 000 км) или меньше 150 м в диаметре (абсолютная магнитуда = 22,0 с предполагаемым альбедо в 13 %), не относятся к потенциально опасным околоземным объектам. Каталог НАСА околоземных объектов включает в себя расстояния до астероидов и комет, измеренных в расстояниях до Луны, такое использование стало более привычными единицами измерения, используемыми средствами массовой информации и прессой при обсуждении этих объектов.
Степень опасности от околоземных объектов различна и оценивается по Туринской шкале и другим методикам в зависимости от их размеров, минимальных расстояний сближения с Землёй и вероятности столкновения с ней. Известные сравнительно крупные астероиды (такие как 270-метровый Апофис и 270-метровый 2007 TU24) сближаются до расстояний больше чем до Луны, но в случае столкновения способны вызвать глобальные катастрофы для человечества. Некоторые небольшие (диаметром от нескольких метров) астероиды сближаются на малые расстояния (например, 2004 TS26 до 6150 км 9 октября 2008 года, 2004 FU162 до 6535 км 31 марта 2004 года, 2009 VA до 14000 км 6 ноября 2009 года) и в случае столкновения способны вызвать последствия, соизмеримые с атомным взрывом, что также имело место при Тунгусской катастрофе метеороида. Некоторые из малых астероидов входят в атмосферу Земли метеороидами (например, метровый 2008 TC3 7 октября 2008 года), что не вызывает серьёзных последствий.
Некоторые из обнаруженных околоземных объектов (например, 2006 RH120, 6Q0B44E, 2010 AL30) подозреваются в искусственном происхождении.